# ケビン・マグヌッセン
ケビン・ヤン・マグヌッセン（Kevin Jan Magnussen, 1992年10月5日 - ）は、デンマーク・ロスキレ出身のレーシングドライバー。父親は元F1ドライバーのヤン・マグヌッセン。

## 略歴
カートに乗り始めすぐにその才能を開花させ、フォーミュラ・フォードでシリーズチャンピオンを獲得。
2009年はフォーミュラ・ルノーにMotopark Academyより参戦。フォーミュラ・ルノー・ノーザン・ヨーロピアン・カップ ではアントニオ・フェリックス・ダ・コスタに次ぐシリーズ2位、ユーロカップではシリーズ7位で終わる。
2010年からはF3に参戦。ドイツF3選手権にMotopark Academyとカーリンから参戦してシリーズ3位。
2011年はイギリスF3にカーリンから参戦し、シリーズ2位を獲得している。
2012年からはフォーミュラ・ルノー3.5に参戦。2年目の2013年には5勝をあげシリーズチャンピオンを獲得する。

## F1

### マクラーレン時代
2010年にマクラーレンの育成プログラムに加わった。
2012年からはシミュレーターでの作業を行うなど、本格的に開発に関わる様になる。

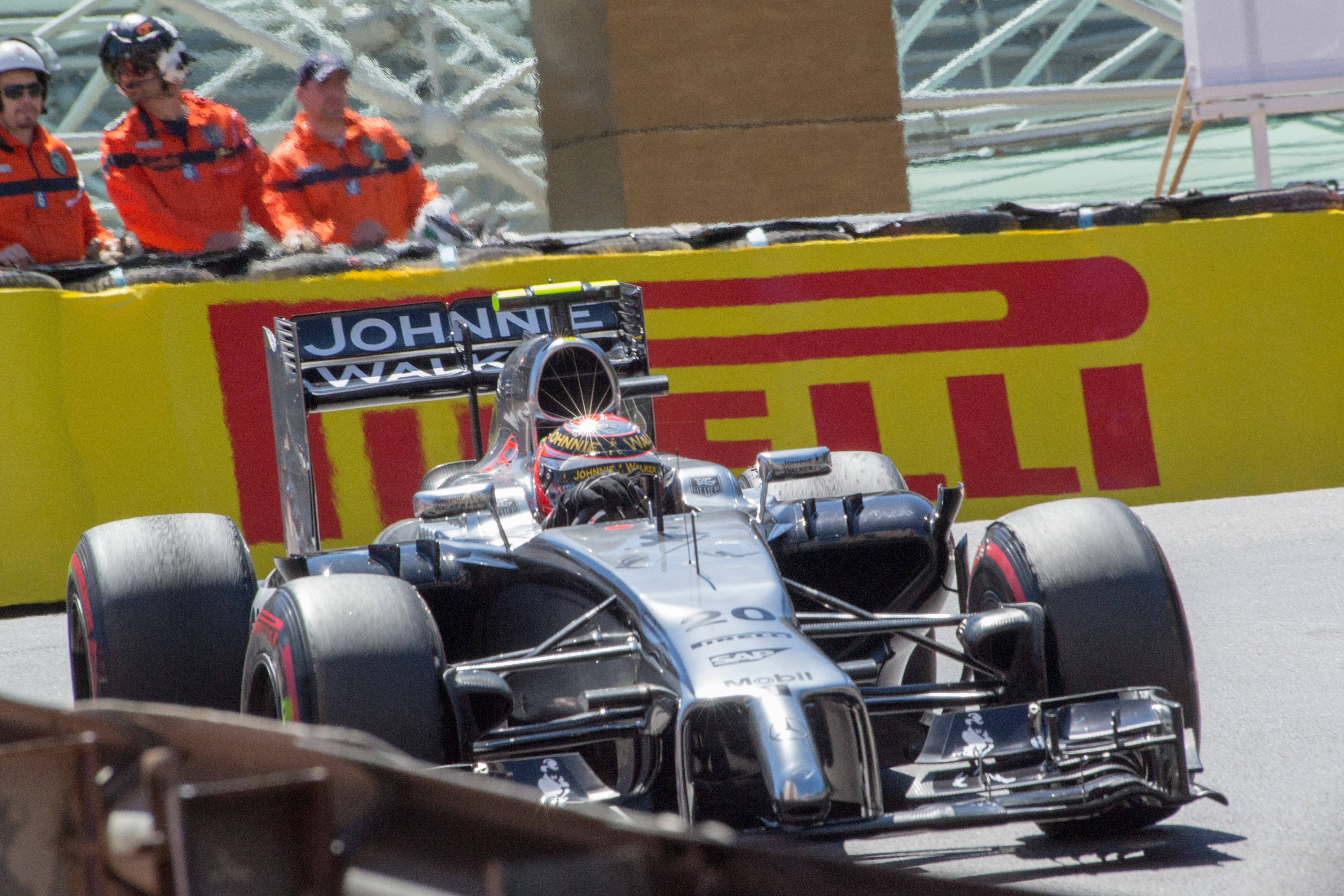
マクラーレン・MP4-29を駆るマグヌッセン。（写真は2014年モナコGP）

この年のヤングドライバーテストにてマクラーレンMP4-27をドライブし、最速タイムを記録。これはテストトータルの最速タイムとなった。
2013年はリザーブドライバーとなる。第18戦アメリカGP直前となる2013年11月14日に、2014年のレギュラードライバー昇格がマクラーレンから発表された。デンマーク人からF1ドライバーを輩出したのは2003年でにミナルディから出走したニコラス・キエーサ以来11年ぶりとなる。
2014年、デビュー戦となる開幕戦オーストラリアGPでいきなり3位表彰台を獲得。さらに2位だったダニエル・リカルドの失格により2位に繰り上がった。デビュー戦での表彰台は、同じくマクラーレンからデビューした2007年のルイス・ハミルトン以来となる。しかし以後は同僚ジェンソン・バトン共々、表彰台に上がる事は無かった。だが、来季のシートについては未定の状況が続き、シーズン終了後、マクラーレンはかつて仲違いした相手だったフェルナンド・アロンソと契約。これにより翌年のレギュラーシートを喪失し、2015年は再びリザーブドライバーに戻ることとなった。
2015年はアロンソがテスト中に大クラッシュに遭い、開幕戦を代役として参戦。予選最下位・決勝はコースに出た直後にホンダ製パワーユニットが白煙を上げ、決勝をスタートできず(DNS)に終えた。第2戦以降はアロンソが復帰したため、再びリザーブドライバーの役割に戻り、再度代役として参戦することもなくシーズンを終えた。一方で2015年10月16日、マグヌッセン本人とマクラーレンの双方からチームを離脱することが発表された。

### ルノー時代
2016年、2015年にロータスF1チームとして参戦していたチームをルノーF1が買収し、ルノーがワークス参戦することが発表されると同時にそのドライバーとして起用されたことが発表された。チームメイトはジョリオン・パーマー。チームが復帰初年度ということもあり、戦闘力が高いとは言えないマシンであったが、入賞2回の計7ポイントを獲得した。
一方でチームは、ルノーに移籍するニコ・ヒュルケンベルグのチームメイト探しに難航した。チームはマグヌッセンのオプション行使期限を延長するなど最後まで候補に入っていたが、最終的には自ら残留オファーを断り1年限りでルノーを去ることとなった。

### ハース時代

#### 2017-2020
2017年、2016年から参戦を開始したハースへ移籍。シーズンの成績は、入賞5回の計19ポイントを獲得。成績上では前年を上回り、個人ランキングは14位となった。
2018年、引き続きハースから参戦。新車が開幕前のバルセロナテストから好調で、2台とも総合タイムでトップ10入りを果たしたうえ、特にマグヌッセンは総合6位を記録した。第2戦バーレーンGPを5位で完走し、今季初入賞を記録。第8戦フランスGPの6位入賞を以て前年の成績を上回った。その後も入賞を重ねて最終戦まで中団グループの最上位であるドライバーズランキング7位の可能性を残していたが、最終戦では1ポイントの獲得に留まり、ランキングとしては9位で終えた。しかしながら、総獲得ポイントと個人ランキングではキャリアハイの戦績を残し（ただし、入賞回数では2014年が最多となる）、ハースのエースドライバーであるロマン・グロージャンを大きく上回った。また、2018年末にダニエル・リカルドがレッドブルを離脱し、そのシートをトロロッソ・ホンダのピエール・ガスリーが埋めたため、トロロッソのシートに空きが出た。そのため、サマーブレイク期間にはシーズン前半の成績から、ハースだけでなくトロロッソのシート候補になっている情報も手にしていたが、当時の両チームの状況を熟慮し、現状での満足度が高かったことから「いま離れるべきではない」とハース残留を決断した。
2019年、ハースでの3年目を迎える。前年の好調ぶりから期待されたチームの一つであったものの、バルセロナテストでは前年に比べて目立った記録は残していなかった。開幕戦こそ2台でのQ3進出と自身は6位入賞という形でスタートしたが、以後シーズンを通じて苦戦。序盤戦の段階でマシン開発の迷走が始まり、シーズン中の軌道修正も失敗したため、前年に比べ戦闘力が低下したマシンで戦うこととなった。特にチームメイトのグロージャンがこの影響を大きく受けていたが、マグヌッセンは第9戦オーストリアGPで予選Q3進出からの5番手タイムを記録やチームメイト対決という点ではマグヌッセンが勝利する結果を残している。
2020年、ハースでの4年目となる。今年もマシンの戦闘力不足に悩むが、第3戦で何とか10位入賞を果たし、チームにとっても今季初入賞を記録した。しかし、チームの財政問題によりシート維持は難しいと噂され、10月の第12戦前にチームはマグヌッセン（とグロージャン）の放出を発表。そして、12月に2021年はチップ・ガナッシ・レーシングに加入し、同チームのIMSA・スポーツカー選手権部門の一員として参戦することを発表した。

#### 2022-2024
当初は、プジョーが2022年にWECへ復帰する際のドライバーとして選ばれ、IMSAへの参戦と並行して準備を進めていたが、2022年の2月下旬に勃発したロシアのウクライナ侵攻により、3月5日、ハースは最終的にウラルカリと自身と入れ替わりでハースに加入していたニキータ・マゼピンの契約を解除することが発表。その過程で様々なうわさが飛び交ったが、3月10日、ハースからマゼピンの後任としてマグヌッセンと複数年契約を結んだと発表。同時にプジョーとチップ・ガナッシ・レーシングからF1復帰に伴いマグヌッセンの契約を解除したことも発表され、2年ぶりにハースからF1へ復帰することとなった。チームメイトはミック・シューマッハで、2世ドライバー同士のコンビとなる。一方でマグヌッセンはプジョーからのWEC参戦が内定していたことやチップ・ガナッシ・レーシングの一員としてセブリング12時間レースに出走する予定が間近であったうえ、2月上旬の取材の際には、F1に戻る場合、中団と呼ばれるチームではなく、上位チームで戻りたいとコメントしており、本人も進んでF1へ復帰する様子もなく、この決断は周囲を驚かすこととなった。ハース合流後の取材によれば、ハースから連絡を受け、F1が恋しかったことに気づき、そのチャンスでもあったことや契約の問題も解消できたため、F1復帰を選んだと語っている。
しかし、機器を輸送する予定だった飛行機が、技術的な問題で途中の空港で立ち往生してしまい遅れてバーレーン・インターナショナル・サーキットに到着したものの間に合わず1日目の午前のテスト4時間を逃したが、F1チームは4時間の穴を埋めることに合意。その中でマグヌッセンは最速タイムを残した。
開幕戦の予選はQ3進出を果たし7番手を獲得、決勝は上位勢の脱落もあり5位入賞。ハースに29戦ぶりのポイントをもたらしたうえ、過去2年半で獲得したポイントをたった1戦で上回った。第2戦はマシントラブルにより走り込めなかったが、予選では10番手を獲得。決勝は9位入賞。第4戦では、スプリントに向けた予選Q3でコースアウト、赤旗の原因を作ったが、チーム史上最高位の4番手を獲得。ただし、予選後の取材で「VF-22にはスプリントで4位になるほど速さはない」とコメントしており、大半がソフトタイヤの中でミディアムを選んだスプリントは8位、決勝では9位と順位を落としながらも各レースでポイントを獲得した。シーズン全体を通して浮き沈みが激しいシーズンとなったが、第21戦では、雨による混乱もあって自身初、及びハースにとっても初となるポールポジションをもたらした。最終的に25ポイントを獲得しドライバーズランキングは13位となった。
2023年、チームメイトはミック・シューマッハに代わり3年ぶり復帰のニコ・ヒュルケンベルグに変更。第5戦マイアミGPでは予選4位を獲得した。しかし、VF-23はタイヤの劣化が非常に激しいという致命的な弱点を抱えており、チームメイト同様決勝では見せ場を作れずシーズンの成績は3度の10位入賞で得た3ポイントにとどまった。
2024年シーズンは、序盤から荒っぽいドライビングが賛否両論を巻き起こした。サウジアラビアGPでは後続のマシンを抑えてチームメイトの入賞に貢献したが、不正な追い抜きとそれによるペナルティを受けた状態での強引なブロックが物議を醸した。中国GPでは角田裕毅と接触、マイアミGPのスプリントレースではサウジアラビアGP同様にチームメイトをアシストしたが、その過程でコーナーをカットし、そのペナルティを受けた状態のままルイス・ハミルトンをコース外へ押し出すなど複数の違反を重ね、わずか19周のレースで合計35秒ものタイムペナルティを受けた。また決勝ではローガン・サージェントと接触。これらの行為でわずか6戦にして10のペナルティポイントを受け、シーズン中に失効するペナルティポイントがない状態で出場停止まであと2ポイントとなった。モナコGPではセルジオ・ペレスと接触してチームメイトも巻き込む大クラッシュを起こした。シーズン後半戦のイタリアGPにてペナルティポイントが2点加算され12ポイントに到達、ルール規定導入後史上初の累積警告による出場停止処分が科せられた。これによりアゼルバイジャンGPを欠場。また、体調不良によりサンパウロGPを欠場した。自身のシーズン成績は16ポイントとなり、41ポイントを獲得したヒュルケンベルグを下回る結果となった。
7月4日に来季ハースの一方のシートにオリバー・ベアマンが座ることが決定。残り1枠となったシートには同月25日にエステバン・オコンの起用が発表されたため、マグヌッセンはシートを失うこととなった。
翌2025年からはBMWのLMDhプログラムにおいてスポーツカーレース（FIA 世界耐久選手権およびIMSA スポーツカー選手権）にフル参戦することが決まった。また、レギュラーシートは失ったが、ハースにもテスト兼開発ドライバーとして残留することを発表した。

## 家族
父親のヤン・マグヌッセンもマクラーレンからデビューを果たしたため、親子2代にわたりマクラーレンからのF1デビューとなる。父は1995年パシフィックGPでF1デビューしたが、この時点でケビンは既に3歳であった。ただし、同時期に参戦している二世ドライバーマックス・フェルスタッペンとは異なり、ヤンの参戦数が少ないこともあって親子両方と戦ったF1ドライバーはいない。一方で、ケビンが2022年のチームメイトとなるミック・シューマッハの父であるミハエル・シューマッハは、ヤンが出走した全レースにおいて出走している。
現在は結婚して2児の父である。

## エピソード
- 2015年オーストラリアGPで怪我のアロンソに代わって出走したが、これは20年前（1995年パシフィックGP）に父が代役出走した時比較すると「マクラーレンのテストドライバーの立場からの代役出走」「レース出走時点で22歳」など共通点が多く奇妙な巡り合わせとなった。
- シンガポールGPでは2回連続で水分補給のトラブルに悩まされている。2014年シンガポールGPではレース中にシートが異常に高熱になり、ドリンクボトルの水が沸騰してしまったが口の中を火傷しながらもそれを飲んでいたというが、最後まで走り切り10位入賞した[41]。これは後にラジエーターの密封漏れであったことが明らかになっている[42]。さらに2回目の走行となる2016年シンガポールGPでは、ドリンクボトルから水が飲めない状況に陥ったため、30℃近い気温の中2時間近く水分を取らずにレースを走り切り前回に続いて10位入賞した[43]。
- 2017年にフェラーリのパワーユニットを搭載したハースへ移籍したことにより、パワーユニットを供給している全4メーカーのパワーユニットを全てドライブした。全4メーカーのパワーユニットを搭載したマシンをドライブしたドライバーは2023年現在、マグヌッセンとフェルナンド・アロンソのみである。ただしホンダエンジンでは、2015年オーストラリアグランプリでのアロンソの代役での1戦限りでの出場であったが、決勝フォーメションラップ中にトラブルでマシンを止めたため決勝には出走していない。
- ハースに移籍してからは危険走行が目立ち評価が下がっている[44][45]傾向で、彼の危険な走行に苦言を呈する[46]ドライバーは多い。実際、ペナルティポイントが導入された2014年からハースのチームメイトのグロージャンと共にその上位にいるのも事実である。実際、グロージャンが一時はミスを減らした時期もあったが、ハース移籍後は接触事故の経験がありながら、自身の運転ミスが原因で受けることことが多く、それを生かさないレース内容も目立つため、批判されざるを得ない面もなる[47]。その一方でマグヌッセンも接触によるペナルティもあるが、年々そういったミスを減らしており、必要以上に批判されている面もある[48]。また、マグヌッセンはトラックリミット違反のペナルティなどスチュワートの判断に左右された面があることや自らに非がある場合は謝罪をすることから、一概に問題児とは言えないところもある[49]。
- 当初はフォース・インディアからデビューするはずだった事を明かしている[50]。
- シーズン中にシミュレーターに乗ることを「感触が濁る」という理由で嫌っている。2022年オランダグランプリにて12年ぶりにザントフォールト・サーキットを走った際、大きく変わったサーキットの習熟に手こずったことに対し小松礼雄は苦言を呈した[51]。

## レース戦績

### 略歴
| 年   | シリーズ                                                                | チーム                                           | レース                 | 勝利                   | PP                     | FL                     | 表彰台                 | ポイント               | 順位                   |
| ---- | ----------------------------------------------------------------------- | ------------------------------------------------ | ---------------------- | ---------------------- | ---------------------- | ---------------------- | ---------------------- | ---------------------- | ---------------------- |
| 2008 | デンマーク・フォーミュラ・フォード選手権                                | フカムニ・レーシング                             | 15                     | 11                     | 6                      | 10                     | 12                     | 267                    | 1位                    |
| 2008 | フォーミュラ・フォード デュラテック・ベネルクス                         | フカムニ・レーシング                             | 2                      | 0                      | 0                      | 0                      | 0                      | 19                     | 19位                   |
| 2008 | フォーミュラ・フォード・フェスティバル - デュラテック・クラス（英語版） | フカムニ・レーシング                             | 1                      | 0                      | 0                      | 0                      | 0                      | N/A                    | 7位                    |
| 2008 | フォーミュラ・フォード NEZ                                              | フカムニ・レーシング                             | 1                      | 1                      | 1                      | 1                      | 1                      | 27                     | 4位                    |
| 2008 | ADAC・フォーメル・マスターズ（英語版）                                  | ファン・アメルスフォールト・レーシング（英語版） | 4                      | 0                      | 0                      | 1                      | 2                      | 30                     | 12位                   |
| 2008 | フォーミュラ・ルノー2.0 ポルトガル・ウィンター・シリーズ                | モトパーク・アカデミー（英語版）                 | 2                      | 0                      | 0                      | 0                      | 1                      | 12                     | 10位                   |
| 2009 | フォーミュラ・ルノー2.0 NEC                                             | モトパーク・アカデミー（英語版）                 | 14                     | 1                      | 2                      | 4                      | 12                     | 278                    | 2位                    |
| 2009 | ユーロカップ・フォーミュラ・ルノー2.0                                   | モトパーク・アカデミー（英語版）                 | 14                     | 0                      | 0                      | 1                      | 1                      | 50                     | 7位                    |
| 2009 | ルノー・クリオ・カップ・デンマーク（英語版）                            | ?                                                | 2                      | 0                      | 0                      | 0                      | 1                      | 18                     | 12位                   |
| 2010 | ドイツ・フォーミュラ3選手権（英語版）                                   | モトパーク・アカデミー                           | 18                     | 3                      | 0                      | 0                      | 8                      | 96                     | 3位                    |
| 2010 | フォーミュラ3・ユーロシリーズ                                           | モトパーク・アカデミー                           | 2                      | 1                      | 0                      | 0                      | 1                      | 8                      | 12位                   |
| 2011 | イギリス・フォーミュラ3選手権                                           | カーリン・モータースポーツ                       | 29                     | 7                      | 6                      | 9                      | 9                      | 237                    | 2位                    |
| 2011 | マスターズ・オブ・フォーミュラ3                                         | カーリン・モータースポーツ                       | 1                      | 0                      | 0                      | 0                      | 1                      | N/A                    | 3位                    |
| 2011 | マカオグランプリ                                                        | カーリン・モータースポーツ                       | 1                      | 0                      | 0                      | 0                      | 0                      | N/A                    | 14位                   |
| 2012 | フォーミュラ・ルノー3.5 シリーズ                                        | カーリン・モータースポーツ                       | 17                     | 1                      | 3                      | 0                      | 3                      | 106                    | 7位                    |
| 2012 | デンマーク・サンダースポーツ選手権（英語版）                            | フカムニ・レーシング                             | 1                      | 1                      | 0                      | 0                      | 1                      | 0                      | NC                     |
| 2013 | フォーミュラ・ルノー3.5 シリーズ                                        | DAMS                                             | 17                     | 5                      | 8                      | 3                      | 13                     | 274                    | 1位                    |
| 2014 | フォーミュラ1                                                           | マクラーレン・メルセデス                         | 19                     | 0                      | 0                      | 0                      | 1                      | 55                     | 11位                   |
| 2015 | フォーミュラ1                                                           | マクラーレン・ホンダ                             | 1                      | 0                      | 0                      | 0                      | 0                      | 0                      | NC                     |
| 2016 | フォーミュラ1                                                           | ルノー・スポールF1チーム                         | 21                     | 0                      | 0                      | 0                      | 0                      | 7                      | 16位                   |
| 2017 | フォーミュラ1                                                           | ハースF1チーム                                   | 20                     | 0                      | 0                      | 0                      | 0                      | 19                     | 14位                   |
| 2018 | フォーミュラ1                                                           | ハースF1チーム                                   | 21                     | 0                      | 0                      | 1                      | 0                      | 56                     | 9位                    |
| 2019 | フォーミュラ1                                                           | リッチ・エナジー・ハースF1チーム ハースF1チーム  | 21                     | 0                      | 0                      | 1                      | 0                      | 20                     | 16位                   |
| 2020 | フォーミュラ1                                                           | ハースF1チーム                                   | 17                     | 0                      | 0                      | 0                      | 0                      | 1                      | 20位                   |
| 2021 | IMSA・スポーツカー選手権 - DPi                                          | キャデラック・チップ・ガナッシ・レーシング       | 10                     | 1                      | 1                      | 4                      | 5                      | 2879                   | 7位                    |
| 2021 | インディカー・シリーズ                                                  | アロー・マクラーレンSP                           | 1                      | 0                      | 0                      | 0                      | 0                      | 7                      | 42位                   |
| 2022 | フォーミュラ1                                                           | ハースF1チーム                                   | 22                     | 0                      | 1                      | 0                      | 0                      | 25                     | 13位                   |
| 2022 | IMSA・スポーツカー選手権 - DPi                                          | キャデラック・レーシング                         | 1                      | 0                      | 0                      | 0                      | 0                      | 275                    | 23位                   |
| 2022 | インターコンチネンタル・GT・チャレンジ                                  | AFコルセ - MDK・モータースポーツ                 | 1                      | 0                      | 0                      | 0                      | 0                      | 8                      | 18位                   |
| 2023 | フォーミュラ1                                                           | マネーグラム・ハースF1チーム                     | 22                     | 0                      | 0                      | 0                      | 0                      | 3                      | 19位                   |
| 2024 | フォーミュラ1                                                           | マネーグラム・ハースF1チーム                     | 23                     | 0                      | 0                      | 1                      | 0                      | 16                     | 15位                   |
| 2025 | フォーミュラ1                                                           | マネーグラム・ハースF1チーム                     | テスト兼開発ドライバー | テスト兼開発ドライバー | テスト兼開発ドライバー | テスト兼開発ドライバー | テスト兼開発ドライバー | テスト兼開発ドライバー | テスト兼開発ドライバー |
| 2025 | IMSA・ウェザーテック・スポーツカー選手権                                | BMW M・チームRLL                                 |                        |                        |                        |                        |                        |                        |                        |
| 2025 | FIA 世界耐久選手権                                                      | BMW M・チームWRT                                 |                        |                        |                        |                        |                        |                        |                        |

- * : 現状の今シーズン順位。

### フォーミュラ・ルノー2.0 NEC
| 年                | チーム                            | 1       | 2     | 3       | 4         | 5     | 6     | 7       | 8       | 9       | 10      | 11      | 12      | 13    | 14      | 15      | 16      | 順位 | ポイント |
| ----------------- | --------------------------------- | ------- | ----- | ------- | --------- | ----- | ----- | ------- | ------- | ------- | ------- | ------- | ------- | ----- | ------- | ------- | ------- | ---- | -------- |
| 2009年 （英語版） | モトパーク・アカデミー （英語版） | ZAN 1 3 | ZAN 2 | HOC 1 3 | HOC 2 Ret | ALA 1 | ALA 2 | OSC 1 2 | OSC 2 3 | ASS 1 3 | ASS 2 3 | MST 1 3 | MST 2 3 | NÜR 1 | NÜR 2 5 | SPA 1 2 | SPA 2 3 | 2位  | 278      |

- 太字はポールポジション、斜字はファステストラップ。(key)

### ユーロカップ・フォーミュラ・ルノー2.0
| 年                | チーム                            | 1         | 2         | 3       | 4       | 5        | 6        | 7       | 8        | 9       | 10      | 11        | 12        | 13      | 14      | 順位 | ポイント |
| ----------------- | --------------------------------- | --------- | --------- | ------- | ------- | -------- | -------- | ------- | -------- | ------- | ------- | --------- | --------- | ------- | ------- | ---- | -------- |
| 2009年 （英語版） | モトパーク・アカデミー （英語版） | CAT 1 Ret | CAT 2 Ret | SPA 1 5 | SPA 2 4 | HUN 1 16 | HUN 2 21 | SIL 1 6 | SIL 2 10 | LMS 1 7 | LMS 2 3 | NÜR 1 DSQ | NÜR 1 DSQ | ALC 1 4 | ALC 2 5 | 7位  | 50       |

- 太字はポールポジション、斜字はファステストラップ。(key)

### ドイツ・フォーミュラ3選手権
| 年                | エントラント                      | エンジン | 1     | 2     | 3       | 4       | 5       | 6       | 7       | 8       | 9         | 10      | 11      | 12      | 13    | 14      | 15    | 16      | 17      | 18      | 順位 | ポイント |
| ----------------- | --------------------------------- | -------- | ----- | ----- | ------- | ------- | ------- | ------- | ------- | ------- | --------- | ------- | ------- | ------- | ----- | ------- | ----- | ------- | ------- | ------- | ---- | -------- |
| 2010年 （英語版） | モトパーク・アカデミー （英語版） | VW       | OSC 1 | OSC 2 | SAC 1 5 | SAC 2 3 | HOC 1 2 | HOC 2 5 | ASS 1 7 | ASS 2 5 | NÜR 1 Ret | NÜR 2 7 | ASS 1 2 | ASS 2 4 | LAU 1 | LAU 2 9 | NÜR 1 | NÜR 2 5 | OSC 1 4 | OSC 2 3 | 3位  | 96       |

- 太字はポールポジション、斜字はファステストラップ。(key)

### フォーミュラ3・ユーロシリーズ
| 年                | エントラント                      | シャシー           | エンジン | 1     | 2     | 3     | 4     | 5       | 6       | 7     | 8     | 9     | 10    | 11    | 12    | 13    | 14    | 15    | 16    | 17    | 18    | 順位 | ポイント |
| ----------------- | --------------------------------- | ------------------ | -------- | ----- | ----- | ----- | ----- | ------- | ------- | ----- | ----- | ----- | ----- | ----- | ----- | ----- | ----- | ----- | ----- | ----- | ----- | ---- | -------- |
| 2010年 （英語版） | モトパーク・アカデミー （英語版） | ダラーラ・F308/099 | VW       | LEC 1 | LEC 2 | HOC 1 | HOC 2 | VAL 1 7 | VAL 2 1 | NOR 1 | NOR 2 | NÜR 1 | NÜR 2 | ZAN 1 | ZAN 2 | BRH 1 | BRH 2 | OSC 1 | OSC 2 | HOC 1 | HOC 2 | 12位 | 8        |

- 太字はポールポジション、斜字はファステストラップ。(key)

### イギリス・フォーミュラ3選手権
| 年                | チーム   | エンジン | 1        | 2       | 3       | 4       | 5        | 6         | 7     | 8       | 9       | 10      | 11       | 12       | 13    | 14      | 15      | 16      | 17      | 18        | 19      | 20      | 21      | 22      | 23      | 24      | 25        | 26       | 27      | 28    | 29      | 30      | 順位 | ポイント |
| ----------------- | -------- | -------- | -------- | ------- | ------- | ------- | -------- | --------- | ----- | ------- | ------- | ------- | -------- | -------- | ----- | ------- | ------- | ------- | ------- | --------- | ------- | ------- | ------- | ------- | ------- | ------- | --------- | -------- | ------- | ----- | ------- | ------- | ---- | -------- |
| 2011年 （英語版） | カーリン | VW       | MNZ 1 15 | MNZ 2 8 | MNZ 3 6 | OUL 1 8 | OUL 2 18 | OUL 3 Ret | SNE 1 | SNE 2 8 | SNE 3 1 | BRH 1 8 | BRH 2 11 | BRH 3 15 | NÜR 1 | NÜR 2 6 | NÜR 3 5 | LEC 1 4 | LEC 2 4 | LEC 3 Ret | SPA 1 7 | SPA 2 1 | SPA 3 8 | ROC 1 7 | ROC 2 5 | ROC 3 1 | DON 1 Ret | DON 2 16 | DON 3 1 | SIL 1 | SIL 2 8 | SIL 3 2 | 2位  | 237      |

- 太字はポールポジション、斜字はファステストラップ。(key)

### フォーミュラ・ルノー3.5 シリーズ
| 年                | チーム   | 1       | 2         | 3         | 4        | 5       | 6       | 7       | 8         | 9        | 10        | 11        | 12      | 13        | 14        | 15        | 16      | 17      | 順位 | ポイント |
| ----------------- | -------- | ------- | --------- | --------- | -------- | ------- | ------- | ------- | --------- | -------- | --------- | --------- | ------- | --------- | --------- | --------- | ------- | ------- | ---- | -------- |
| 2012年 （英語版） | カーリン | ALC 1 2 | ALC 2 Ret | MON 1 Ret | SPA 1 21 | SPA 2 1 | NÜR 1 5 | NÜR 2 8 | MSC 1 16† | MSC 2 10 | SIL 1 Ret | SIL 2 Ret | HUN 1 2 | HUN 2 23† | LEC 1 6   | LEC 2 24† | CAT 1 5 | CAT 2 4 | 7位  | 106      |
| 2013年 （英語版） | DAMS     | MNZ 1 2 | MNZ 2     | ALC 1     | ALC 2 9  | MON 1 4 | SPA 1   | SPA 2 3 | MSC 1 11  | MSC 2    | RBR 1 3   | RBR 2 3   | HUN 1 2 | HUN 2     | LEC 1 DSQ | LEC 2 1   | CAT 1   | CAT 2 1 | 1位  | 274      |

- † : リタイアだが、90%以上の距離を走行したため規定により完走扱い。
- 太字はポールポジション、斜字はファステストラップ。(key)

### フォーミュラ1
| 年     | エントラント | シャシー | エンジン                          | 1       | 2      | 3       | 4        | 5        | 6        | 7       | 8       | 9        | 10      | 11     | 12       | 13      | 14      | 15     | 16      | 17       | 18       | 19      | 20        | 21       | 22     | 23      | 24     | WDC  | ポイント |
| ------ | ------------ | -------- | --------------------------------- | ------- | ------ | ------- | -------- | -------- | -------- | ------- | ------- | -------- | ------- | ------ | -------- | ------- | ------- | ------ | ------- | -------- | -------- | ------- | --------- | -------- | ------ | ------- | ------ | ---- | -------- |
| 2014年 | マクラーレン | MP4-29   | メルセデス PU106A Hybrid 1.6 V6 t | AUS 2   | MAL 9  | BHR Ret | CHN 13   | ESP 12   | MON 10   | CAN 9   | AUT 7   | GBR 7    | GER 9   | HUN 12 | BEL 12   | ITA 10  | SIN 10  | JPN 14 | RUS 5   | USA 8    | BRA 9    | ABU 11  |           |          |        |         |        | 11位 | 55       |
| 2015年 | マクラーレン | MP4-30   | ホンダ RA615H 1.6 V6 t            | AUS DNS | MAL    | CHN     | BHR      | ESP      | MON      | CAN     | AUT     | GBR      | HUN     | BEL    | ITA      | SIN     | JPN     | RUS    | USA     | MEX      | BRA      | ABU     |           |          |        |         |        | NC   | 0        |
| 2016年 | ルノー       | R.S.16   | ルノー R.E.16 1.6 V6 t            | AUS 12  | BHR 11 | CHN 17  | RUS 7    | ESP 15   | MON Ret  | CAN 16  | EUR 14  | AUT 14   | GBR 17† | HUN 15 | GER 16   | BEL Ret | ITA 17  | SIN 10 | MAL Ret | JPN 14   | USA 12   | MEX 17  | BRA 14    | ABU Ret  |        |         |        | 16位 | 7        |
| 2017年 | ハース       | VF-17    | フェラーリ 062 1.6 V6 t           | AUS Ret | CHN 8  | BHR Ret | RUS 13   | ESP 14   | MON 10   | CAN 12  | AZE 7   | AUT Ret  | GBR 12  | HUN 13 | BEL 15   | ITA 11  | SIN Ret | MAL 12 | JPN 8   | USA 16   | MEX 8    | BRA Ret | ABU 13    |          |        |         |        | 14位 | 19       |
| 2018年 | ハース       | VF-18    | フェラーリ 062 EVO 1.6 V6 t       | AUS Ret | BHR 5  | CHN 10  | AZE 13   | ESP 6    | MON 13   | CAN 13  | FRA 6   | AUT 5    | GBR 9   | GER 11 | HUN 7    | BEL 8   | ITA Ret | SIN 18 | RUS 8   | JPN Ret  | USA DSQ  | MEX 15  | BRA 9     | ABU 10   |        |         |        | 9位  | 56       |
| 2019年 | ハース       | VF-19    | フェラーリ 064 1.6 V6 t           | AUS 6   | BHR 13 | CHN 13  | AZE 13   | ESP 7    | MON 12   | CAN 17  | FRA 17  | AUT 19   | GBR Ret | GER 8  | HUN 13   | BEL 12  | ITA Ret | SIN 17 | RUS 9   | JPN 15   | MEX 15   | USA 18† | BRA 11    | ABU 14   |        |         |        | 16位 | 20       |
| 2020年 | ハース       | VF-20    | フェラーリ 065 1.6 V6 t           | AUT Ret | STY 12 | HUN 10  | GBR Ret  | 70A Ret  | ESP 15   | BEL 17  | ITA Ret | TUS Ret  | RUS 12  | EIF 13 | POR 16   | EMI Ret | TUR 17† | BHR 17 | SKH 15  | ABU 18   |          |         |           |          |        |         |        | 20位 | 1        |
| 2022年 | ハース       | VF-22    | フェラーリ 066/7 1.6 V6 t         | BHR 5   | SAU 9  | AUS 14  | EMI 98   | MIA 16†  | ESP 17   | MON Ret | AZE Ret | CAN 17   | GBR 10  | AUT 87 | FRA Ret  | HUN 16  | BEL 16  | NED 15 | ITA 16  | SIN 12   | JPN 14   | USA 9   | MXC 17    | SÃO Ret8 | ABU 17 |         |        | 13位 | 25       |
| 2023年 | ハース       | VF-23    | フェラーリ 066/10 1.6 V6 t        | BHR 13  | SAU 10 | AUS 17† | AZE 1311 | MIA 10   | MON 19†  | ESP 18  | CAN 17  | AUT 1814 | GBR Ret | HUN 17 | BEL 1514 | NED 16  | ITA 18  | SIN 10 | JPN 15  | QAT 1413 | USA 1418 | MXC Ret | SÃO Ret16 | LVG 13   | ABU 20 |         |        | 19位 | 3        |
| 2024年 | ハース       | VF-24    | フェラーリ 066/10 1.6 V6 t        | BHR 12  | SAU 12 | AUS 10  | JPN 13   | CHN 1610 | MIA 1918 | EMI 12  | MON Ret | CAN 12   | ESP 17  | AUT 89 | GBR 12   | HUN 15  | BEL 14  | NED 18 | ITA 10  | AZE EX   | SIN 19†  | USA 117 | MXC 7     | SÃO WD   | LVG 12 | QAT 910 | ABU 16 | 15位 | 16       |

- 太字はポールポジション、斜字はファステストラップ。(key)
- † : リタイアだが、90%以上の距離を走行したため規定により完走扱い。
- 決勝順位右上の小数字はスプリントレースでの順位。
- * : 現状の今シーズン順位。

### IMSA・スポーツカー選手権
| 年     | エントラント                               | 車番 | クラス | 製造                  | エンジン              | 1     | 2     | 3     | 4     | 5     | 6     | 7     | 8     | 9     | 10     | ランク | ポイント |
| ------ | ------------------------------------------ | ---- | ------ | --------------------- | --------------------- | ----- | ----- | ----- | ----- | ----- | ----- | ----- | ----- | ----- | ------ | ------ | -------- |
| 2021年 | キャデラック・チップ・ガナッシ・レーシング | 01   | DPi    | キャデラック・DPi-V.R | キャデラック 5.5 L V8 | DAY 5 | SEB 5 | MDO 5 | DET 1 | WGL 6 | WGL 2 | ELK 3 | LGA 2 | LBH 2 | PET WD | 7位    | 2879     |
| 2022年 | キャデラック・レーシング                   | 02   | DPi    | キャデラック・DPi-V.R | キャデラック 5.5 L V8 | DAY 6 | SEB   | LBH   | LGA   | MDO   | DET   | WGL   | CTM   | ELK   | PET    | 23位   | 275      |

- 太字はポールポジション、斜字はファステストラップ。(key)

### インディカー・シリーズ
| 年     | チーム                 | シャシー                  | 車番 | エンジン | 1   | 2   | 3   | 4   | 5   | 6    | 7   | 8   | 9      | 10  | 11  | 12  | 13  | 14  | 15  | 16  | ランク | ポイント |
| ------ | ---------------------- | ------------------------- | ---- | -------- | --- | --- | --- | --- | --- | ---- | --- | --- | ------ | --- | --- | --- | --- | --- | --- | --- | ------ | -------- |
| 2021年 | アロー・マクラーレンSP | ダラーラ・DW12 （英語版） | 7    | シボレー | ALA | STP | TXS | TXS | IMS | INDY | DET | DET | ROA 24 | MDO | NSH | IMS | GTW | POR | LAG | LBH | 42位   | 7        |

- 太字はポールポジション、斜字はファステストラップ。(key)

### ル・マン24時間レース
| 年                | エントラント                     | コ・ドライバー                                            | 車両                | クラス | 周回数 | 総合 順位 | クラス 順位 |
| ----------------- | -------------------------------- | --------------------------------------------------------- | ------------------- | ------ | ------ | --------- | ----------- |
| 2021年 （英語版） | ハイクラス・レーシング（英語版） | ヤン・マグヌッセン アンデルス・フィヨルドバッハ（英語版） | オレカ・07-ギブソン | LMP2   | 336    | 29位      | 17位        |

### ガルフ12時間レース
| 年                | エントラント                     | No. | コ・ドライバー                                  | 車両                         | クラス | 周回数 | 総合 順位 | クラス 順位 |
| ----------------- | -------------------------------- | --- | ----------------------------------------------- | ---------------------------- | ------ | ------ | --------- | ----------- |
| 2022年 （英語版） | AFコルセ - MDK・モータースポーツ | 43  | ヤン・マグヌッセン マーク・クヴァンメ（英語版） | フェラーリ・488 GT3 Evo 2020 | Pro    | 333    | 7位       | 5位         |